# St. Jakob (Toruń)

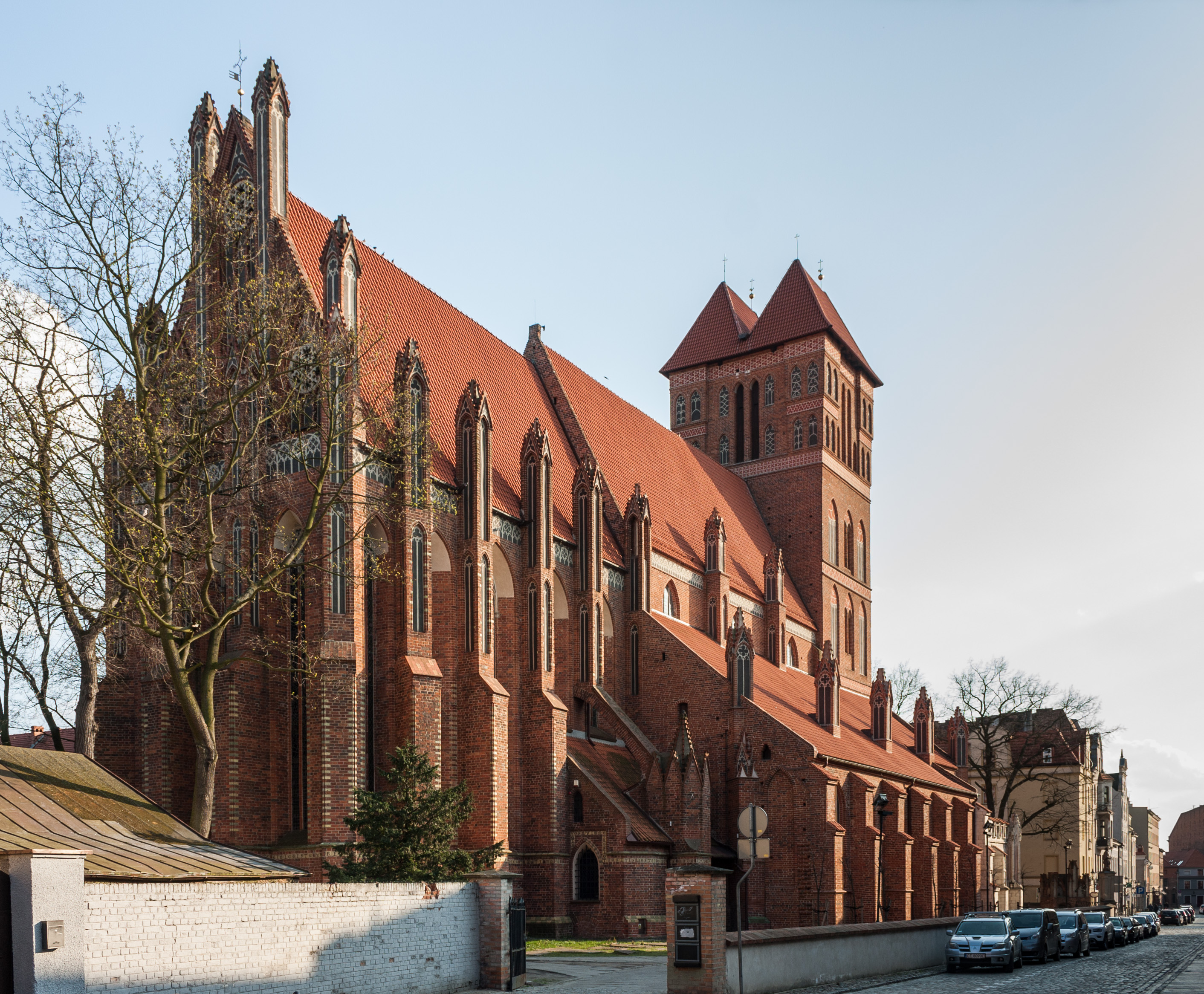
Toruń, St. Jakob

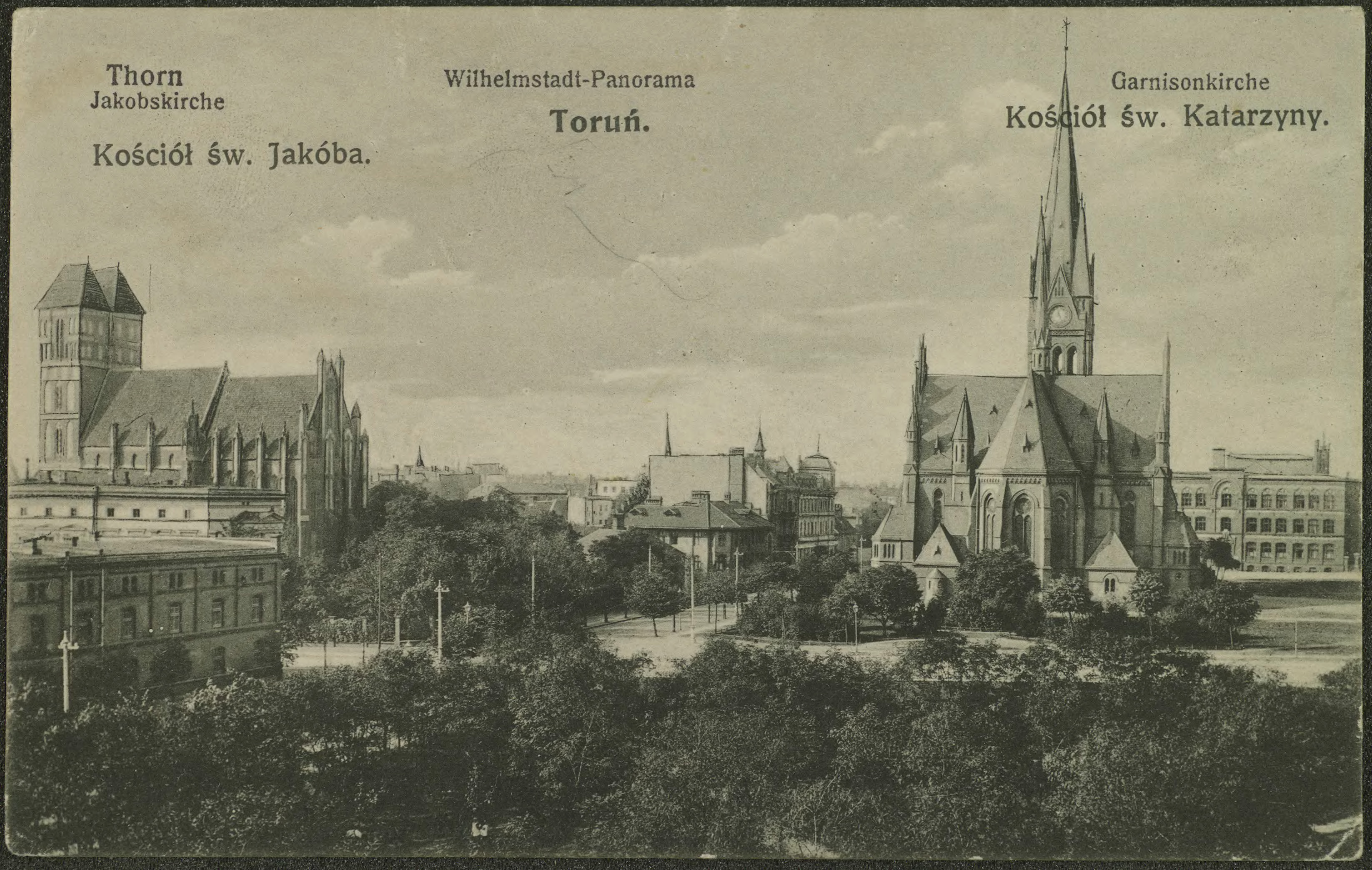
Postkarte aus deutscher Zeit (deutsch/polnisch)

St. Jakob (polnisch Kościół św. Jakuba) ist eine Kirche in der Thorner Neustadt (Nowe Miasto), an der östlichen Ecke des Neustädter Rings.

## Baugeschichte
Die Kirche dient als Pfarrkirche für die 1264 gegründete Thorner Neustadt. Der Grundstein wurde 1309 von Bischof Hermann gelegt. Im selben Jahr wurde mit Bau des Chors begonnen. Um 1340 entstand der Baukörper der Kirche mit dem Grundriss einer dreischiffigen Basilika, wie sie im Kulmer Land selten zu finden ist.
Von 1359 bis ins 15. Jahrhunderts wurden Seitenkapellen an die Seiten des Kirchenschiffs angebaut, deren angehobene Dächer die darunter liegenden Strebebögen verdecken, was das heutige Erscheinungsbild der Kirche prägt. Das charakteristische Doppeldach des Turms wurde 1455 nach einem Brand errichtet. Im Jahr 1345 wurde die Kirche dem Zisterzienserkloster, später den Benediktinerinnen übertragen. Ab 1557 wurde es von den Evangelischen aus der Thorner Neustadt genutzt, ab 1667 wiederum von den Benediktinern übernommen.
Während des Großen Nordischen Kriegs raubte die schwedische Armee 1703 die zwei größten Glocken. Eine davon, die Thornan, befindet sich noch heute im Dom zu Uppsala und ist die größte mittelalterliche Glocke Schwedens.

## Bauwerk
Nach dem Muster der westeuropäischen Steinkathedralen werden die Dach- und Gewölbelast im Hauptschiff mithilfe äußerer Strebebögen auf die mit Fialen bekrönten Streben der Seitenschiffe verlegt. Um den Bau in das bestehende Straßenraster einzufügen, weist der Altarraum der Kirche nicht streng nach Osten, sondern nach Nordosten.
Der Chor trägt ein Sterngewölbe trägt, während das östliche Joch ein pseudopolygonales Gewölbe trägt. Der Chor ist überaus bemerkenswert gestaltet, mit größtem Reichtum an Formen und Farben. An den Kanten wechseln grüne und gelbe Glasursteine mit dem roten Ziegelstein ab. Der Turm bildet ein breites Westwerk, wobei sich über fünf Stockwerke des Turms hohe schmale blenden erstrecken. Im obersten Turmstockwerk sind vier Ecktürme vorgekragt.

## Kircheninneres
Zu den wichtigsten bauzeitlichen Ausstattungsstücken zählen ein Kruzifix aus der abgerissenen Dominikanerkirche St. Nikolaus, Wandmalereien unter dem Turm und im Chor, eine Statue der Maria mit dem Kind vom Ende des 14. Jahrhunderts im Hauptschiff, und ein Passionsgemälde aus der Zeit um 1480–1490. Das sogenannte schwarze Kruzifix aus der ersten Hälfte des 15. Jahrhunderts wurde besonders verehrt, ebenso die Figur der Rosenkranzmadonna aus der Zeit um 1500.
Im Diözesanmuseum in Pelplin befinden sich u. a. eine hölzerne Statue des Christus im Garten aus der Zeit um 1400, das aus der an den Turm angebauten Kapelle stammt, ein Gemälde der Madonna mit dem Kind aus der Zeit um 1440, ein gotisches Ziborium und zwei Reliquiare.
Aus der protestantischen Zeit stammen der reich geschnitzte Orgelprospekt von 1611, ein Gemälde des Jüngsten Gerichts aus dem Jahr 1603 von Anton Möller aus Danzig, und das Taufbecken.
Die meisten Altäre, darunter auch einige aus St. Nikolaus, stammen aus dem 18. Jahrhundert und zeigen das hohe Niveau der barocken Holzschnitzkunst in Thorn. Ebenfalls aus dem 18. Jahrhundert stammen die Kanzel (1770) und einige Gemälde in den Seitenkapellen. Bemerkenswert ist ein Kreuzigungsgemälde von Bartholomäus Strobel aus dem Jahr 1634, das aus der Heiliggeistkirche  (Kościół Świętego Ducha w Toruniu) des ehemaligen Nonnenklosters verbracht wurde. Die neugotischen Glasfenster in den östlichen Chorfenstern wurden von Franz Binsfeld aus Trier (1913–1914) geschaffen. Das Epitaph erinnert an den Bischof der Diözese Luzk, Adolf Piotr Szelążek, der in dieser Kirche beigesetzt wurde, die damals von Priestern seiner Diözese betreut wurde.